# Just When I Needed You Most
"Just When I Needed You Most" is een lied van de Amerikaanse singer-songwriter Randy VanWarmer uit 1979.

## Achtergrond
VanWarmer haalde zijn inspiratie voor dit nummer uit twee gebeurtenissen. Zijn auto, die hij al jarenlang had, ging kapot op weg naar zijn werk in Denver; daarnaast liep de relatie met zijn vriendin op de klippen. Hij schreef het lied zes maanden na de relatiebreuk, twee jaar voordat het een hitsingle zou worden. 
Het nummer werd opgenomen op het album Warmer.

## Hitlijsten
"Just When I Needed You Most" werd in februari 1979 uitgebracht als single. Het stond twee weken bovenaan de Billboard adult contemporary-hitlijst en bereikte de vierde positie in de Billboard Hot 100-hitlijst. Het nummer behaalde ook de top 10 in de hitlijsten in Ierland, Nederland, Nieuw-Zeeland en het Verenigd Koninkrijk.

### NPO Radio 2 Top 2000
| Nummer met noteringen in de NPO Radio 2 Top 2000 | '00  | '01  |
| ------------------------------------------------ | ---- | ---- |
| Just When I Needed You Most                      | 1501 | 1886 |

1. ↑  Een vetgedrukt getal geeft de hoogste notering aan.
2. ↑  2000 was het eerste jaar met een notering voor dit nummer.
3. ↑  Deze tabel is bijgewerkt tot en met de laatste editie (2024).

## Coverversies
Het nummer is meermaals gecoverd, onder andere door Dolly Parton, Tim McGraw, Donna Fargo, Skeeter Davis, Rhonda Vincent en Conway Twitty, Millie Jackson, Smokie, Bob Dylan, Paul Butterfield, Billy Joe Royal, Mocedades, Will Pan,Dana Winner en Anne Nolan.